# Psychologie der Massen
Psychologie der Massen (im französischen Original Psychologie des foules) ist der Titel des im Jahr 1895 in Paris erschienenen, bekanntesten Werkes Gustave Le Bons, der – neben Gabriel Tarde – als einer der Begründer der Massenpsychologie gilt. Massenpsychologie ist seither ein Gebiet der Sozialpsychologie. Sie wirkte sich in den folgenden Jahren und Jahrzehnten weit bis in die Bereiche Soziologie, Politikwissenschaft, Geschichtswissenschaft und Philosophie aus. Die Psychologie der Massen befasst sich folglich mit den psychologischen Gegebenheiten und Besonderheiten von Menschenansammlungen in unterschiedlichsten Situationen.

## Konzept
In seinem Vorwort bekennt Le Bon sich zur zentralen Rolle des Unbewussten beim Handeln des Menschen, das der für den Menschen noch relativ neuen Vernunft in ihrer Wirkkraft weit überlegen sei. Dabei bedauert er, dass man über dieses Unbewusste noch so wenig wisse.
Das Werk setzt sich sowohl mit den Themenkreisen Konformität, Entfremdung, Gemeinschaftsbildung und Führung auseinander als auch mit der Masse als empirischer Tatsache. Le Bon vertritt die Auffassung, dass der Einzelne, auch der Angehörige einer Hochkultur, unter bestimmten Umständen in der Masse seine Kritikfähigkeit verliert und sich affektiv, zum Teil primitiv-barbarisch, verhält. In der Masse entsteht eine, alle in ihr integrierten Einzelwesen umfassende, „Gemeinschaftsseele“. In dieser Situation ist der Einzelne leichtgläubiger und unterliegt der psychischen Ansteckung („contagion“). Somit ist die Masse von Führern leicht zu lenken, die Le Bon nicht ohne Ironie als „Halbverrückte“ und „wahrhaft Überzeugte“ kennzeichnet; denn nur die selbst Überzeugten sind auch die wirklich Überzeugenden. Diesen Charakteristiken liegt die besondere, später von Sigmund Freud und Max Weber aufgegriffene These Le Bons zugrunde, dass menschliche Handlungen in Extremsituationen und außeralltäglichen Notsituationen in starkem Maße von unbewussten Impulsen beherrscht werden können.
Le Bon stellt dar, wie politische Meinungen, Ideologien und Glaubenslehren bei den Massen Eingang und Verbreitung finden, wie man Massen beeinflussen kann, wie die dazu notwendigen Führerschaften entstehen, welche Eigenschaften einzelne Führungsfiguren haben müssen, um Gehorsam zu erzeugen, wie sie wirken und untergehen – und wo die Grenze der Massensuggestibilität liegt. Immer wieder betont er den geringen Einfluss von Vernunft, Unterricht und Erziehung sowie die Anfälligkeit der Massen für Schlagworte und geschickte Täuschungen: Je dreister die Lüge, die man den Massen suggeriert, desto wahrscheinlicher wird sie geglaubt und massenhaft übernommen.
Am Ende seines Werkes beschreibt und beurteilt Le Bon besondere, in der französischen Gesellschaft auftretende, organisierte und institutionalisierte Massenformationen. Laienrichter an Geschworenengerichten ließen sich etwa durch Unwesentliches leicht blenden, seien aber immer noch objektiver als Personen mit Befähigung zum Richteramt, die eine Masse höchster Homogenität und höchsten Organisationsgrades sei. Das Geschworenengericht sei zu erhalten, weil es wohl die einzige Art der Masse sei, die durch keine Individualität zu ersetzen ist. Wählermassen seien nicht zu überlegten Urteilen fähig, sondern nur zu eingeflößten. Dennoch sei das allgemeine Stimmrecht zu erhalten. Die Beschränkung des Stimmrechts auf besondere Personengruppen führe nicht zu besseren Entscheidungen, denn auch diese seien Masse und ließen sich hauptsächlich durch ihre Gefühle und ihren Korpsgeist leiten. Parlamente neigten zur Geldverschwendung und zur Beschränkung individueller Freiheiten. Sie seien aber nur in bestimmten Momenten Masse, in anderen Momenten Ansammlungen mehr oder weniger vernünftiger Individuen. In vielen Fällen bewahrten die Parlamentarier ihre Individualität und könnten sachgemäße Gesetzesvorschläge einbringen. Trotz ihrer Mängel seien die Parlamente noch die am wenigsten schlechten Einrichtungen, die die Völker zu ihrer Gesetzgebung eingerichtet hätten.
Le Bon bewertet die Massen und ihr Verhalten als vorwiegend negativ und glänzt nicht durch wissenschaftliche Werturteilsfreiheit. Allerdings stellt er trotz offensichtlicher eigener Antipathien fest, die Massen seien im Guten wie im Bösen „zu allem“ fähig. Mit den modernen, politischen und gesellschaftlichen Strukturen entwickelt Le Bon wenig Sympathie, zumal er aufgrund eigener Erfahrungen im revolutionären Frankreich der Pariser Kommune überzeugt ist, dass Gesetze und Institutionen auf das Verhalten aufrührerischer, emotionalisierter Massen manchmal wenig Einfluss haben.
Am Ende seines Buches schildert Le Bon die Skizze einer pessimistischen Kulturmorphologie, die zyklischen Charakter aufweist und insofern an Oswald Spenglers kulturpessimistische Einschätzung vom „Untergang des Abendlandes“ erinnert. Danach sei Geschichte das Ergebnis rassenhafter Kultur und nationaler Eigenschaften. Sie werde nicht von rationalen, sondern von zutiefst verinnerlichten, emotionalen „Seelenkräften“ angetrieben.

## Zentrale massenpsychologische Thesen
- Arten von Massen:
  - A. Ungleichartige Massen (foules hétérogènes)
    - 1. Namenlose Massen (z. B. Straßenansammlungen)
    - 2. Nicht namenlose Massen (z. B. Geschworenengericht, Parlament)

  - B. Gleichartige Massen (foules homogènes)
    - 1. Sekten (politische, religiöse, andere)
    - 2. Kasten (militärische, Priester-, Arbeiterkasten usw.)
    - 3. Klassen (Bürger, Bauern usw.).
- Wesen, Funktion und Bewertung der Masse:
  - Eine Masse ist grundsätzlich impulsiv, beweglich, irritierbar, suggestibel, leichtgläubig, besessen von schlichten  Ideen, intolerant und diktatorisch.
  - Der Geist der Massen ist konservativ („Konservativismus der Masse“), leichtgläubig gegenüber alten, skeptisch gegenüber neuen Ideen und Idealen.
  - Es existiert eine spezifische „Religiosität der Massen“, die die Religiosität einzelner Individuen außerhalb der Masse bei weitem übertrifft.
  - Massen transportieren vor allem „Ideen“ und kulturelle „Ziele“.
  - Das Individuum kann in der Masse in moralische Höhen aufsteigen oder in Tiefen hinabsinken (meist Letzteres).
  - Es existiert eine allen Massenbestandteilen eigene „Massenseele“, die wiederum aus einer „Rassenseele“ – als dem gemeinsamen, ererbten kulturellen Substrat hervorgeht.
  - Angelsächsische Massen reagieren anders als romanische, sie zeigen oft in ähnlichen Situationen gegensätzliche Reaktionsweisen.
  - Massen weisen unter bestimmten Umständen eine „Gemeinschaftsseele“  auf und sind in solchen Fällen zu Altruismus, Heroismus und solidarischem Handeln fähig (Beispiel: Revolutionsmasse und Demonstrationsmasse).
  - Das aufkommende Massenzeitalter ist  negativ zu bewerten, da die modernen Massen nicht mehr in nennenswertem Maße an traditionelle Ideale, Überlieferungen und Institutionen gebunden sind.
- Beeinflussbarkeit und Leichtgläubigkeit:
  - Die Mitglieder einer hochemotionalisierten Masse büßen ihre Kritikfähigkeit ein, die sie als Individuen im Zustand der seelischen Ruhe haben.
  - Die individuelle Persönlichkeit schwindet in der Masse und macht einer gemeinschaftlichen Persönlichkeit Platz: Der Einzelne empfindet und denkt nun als Teil eines Ganzen, nicht mehr als Individuum.
  - Die Masse kann Persönliches nicht von Sachlichem unterscheiden.
  - Sie erliegt leicht Suggestionen, deren Wirkung der Hypnose vergleichbar ist und wird unter bestimmten Umständen hysterisch.
  - Gehorcht sie einer gemeinsamen Führung, ist die Masse leicht lenkbar. Tut sie dies nicht, ist sie in ihrem Verhalten spontan und unberechenbar.
  - Die Masse ist empfänglich für naive Legenden, die von meist heldischen Führern und Ereignissen handeln.
  - Die Meinungsbildung in der Masse erfolgt durch geistige Übertragung und Nachahmung.
- Intelligenz, Emotionalität und Einseitigkeit:
  - Die Masse ist nur wenig kreativ und vermindert intelligent.
  - Sie denkt einseitig grob und undifferenziert im Guten wie im Bösen.
  - Die Masse denkt nicht logisch, sondern in Bildern, die häufig durch einfache Sprachsymbolik hervorgerufen werden.
  - Die Masse ist leicht erregbar, leichtgläubig und sprunghaft. Ihre Emotionalität ist schlicht.
- Urteile, Handlungen und Überzeugungen der Masse:
  - Die Masse ist überdurchschnittlich religiös („Religiosität der Massen“).
  - Die Masse ist beseelt von einer „Gemeinschaftsseele“.
  - Die Masse ist im Allgemeinen sehr konservativ.
  - Die Masse kann nicht durch logische Argumente überzeugt werden, sondern nur emotional.
  - Die Masse handelt mitunter uneigennützig, gegebenenfalls auch tugendhaft oder heroisch.
  - Die Masse ist unduldsam und herrschsüchtig.
  - Sie kann sehr grausam werden, weit über das dem Einzelnen Mögliche hinaus, und ist bei geeigneter Führung bereit zu Revolutionen.
  - Die Grundüberzeugungen der Masse sind rückwärtsgewandt und verändern sich nur sehr langsam.
  - Die moralischen Urteile einer Masse sind unabhängig von der Herkunft oder dem Intellekt ihrer Mitglieder.
  - Die Masse urteilt durch vorschnelle Verallgemeinerung von Einzelfällen.
  - Ihre Überzeugungen beruhen oft auf Sehnsüchten und Wunschvorstellungen.
- Führer von Massen:
  - Massenführer und Massenideen werden unter bestimmten Umständen charismatisiert (durch Nimbus bzw. Prestige aufgeladen).
  - Führer stärken die Gemeinschaftssehnsüchte der Massen und verkörpern den Wert der „Gemeinschaftsseele“ der Masse.
  - Ohne Führer ist die unorganisierte Masse wie eine Herde ohne Hirten.
  - Meistens sind die Führer keine Denker, sondern Männer der Tat. Sie haben wenig Scharfblick und könnten auch nicht anders sein, da der Scharfblick im Allgemeinen zu Zweifel und Untätigkeit führt. Man findet sie namentlich unter den Nervösen, Reizbaren, Halbverrückten, die sich an der Grenze des Irrsinns befinden.
  - Führer wirken oft durch eine große Rednergabe. Große Führer können einen Glauben erwecken und damit ganze Völker steuern.
  - Führerherrschaft wirkt durch Überzeugung und erst in zweiter Linie durch Gewaltsamkeit.
  - Es gibt zwei Arten von Führern: kurzfristig wirksame und langfristige. Das hängt von der Ausdauer ihres Willens ab.
  - Führer überzeugen durch  Behauptung, Wiederholung und Übertragung.
  - Hat ein Führer keinen Erfolg, verliert er rasch seinen Nimbus und geht unter – eine Idee, die der berühmte Soziologe Max Weber später als „Entzauberung des Charismas“ abhandeln sollte.

All dies begründet Le Bon mit zahlreichen historischen Fallbeispielen, vor allem aus der griechisch-römischen Antike und der Französischen Revolution, aber auch aus der Zeit Napoleons sowie der französischen Geschichte des 19. Jahrhunderts (z. B. in der Phase der Pariser Kommune).

## Zur Wirkungsgeschichte und Kritik der Le Bon’schen „Massenpsychologie“
Das Werk erreichte eine hohe Auflage und wurde in zehn Sprachen übersetzt. Es galt im ersten Drittel des 20. Jahrhunderts neben Gabriel Tardes La Opinion et la Foule als Standardwerk der Massenpsychologie und beeinflusste zahlreiche Sozialwissenschaftler von Rang. Zu erwähnen sind Émile Durkheim, Ferdinand Tönnies, Theodor Geiger und besonders Max Weber, der sich in Wirtschaft und Gesellschaft im Zusammenhang von „charismatischer Führerschaft“ und „Massenvergemeinschaftung“ gleich mehrmals auf Le Bon bezog. So gesehen reicht seine Rezeptionsgeschichte weit hinein in die Soziologie.(Vgl. Masse (Soziologie))
Desgleichen wirkte sich Le Bons Werk auf Sigmund Freud aus, der sich intensiv in seinem 1921/22 erschienenen Essay Massenpsychologie und Ich-Analyse mit der Massenpsychologie auseinandersetzte und eine tiefenpsychologische Umdeutung vornahm, wobei er vor allem die Einschätzungen Le Bons zur Natur eines Führers nicht teilte. Der Psychoanalytiker und Sozialist Wilhelm Reich erwähnt Le Bon in seinem – während der Studentenbewegung der 1960er Jahre wieder aktuell gewordenen – Hauptwerk Die Massenpsychologie des Faschismus (1933) überhaupt nicht. Hannah Arendt erwähnt ihn in Elemente und Ursprünge totaler Herrschaft (1951) in einer Fußnote lobend. Alexander Mitscherlich und Margarete Mitscherlich beziehen sich mehrfach in ihren Schriften auf ihn, vor allem was die Rolle eines Führers angeht, in Die Unfähigkeit zu trauern (1967). Elias Canetti gibt ihn im Literaturverzeichnis von Masse und Macht (1960) ebenso wenig wie Freud an. Einflüsse finden sich beim Nationalökonomen Joseph Schumpeter. Bei der Analyse des Phänomens der „Entfremdung“ bringt der Soziologe Raymond Aron in Fortschritt ohne Ende? (1970) Le Bons negatives Urteil über die Psychologie von Massen gegen Jean-Paul Sartres wohlwollende Haltung in Stellung.
Der deutsche Soziologe René König fragte 1956, „ob die ganze Massenproblematik [bei Le Bon u.a.] im Grunde nichts als eine optische Täuschung ist; die optische Täuschung eines Beobachters, der mit einem besonderen Blicksystem eine Ordnung betrachtet, die nicht die seine ist.“ Die deutsche Industriearbeiterschaft z. B. war, so König, in der Zeit, als Le Bons Buch in Deutschland populär wurde, „ein in zahlreichen Parteiorganisationen und Gewerkschaften, Assoziationen mannigfaltigster Zielsetzungen, Vereinen und Verbänden höchst differenziertes soziales System …, das schon lange seine eigene Kultur gefunden hat.“
Die Problemstellungen Le Bons wurden von der modernen Sozialpsychologie weitgehend übernommen und inhaltlich modifiziert, vor allem, was die Stellung eines Führers und die unterschiedlichen Ausprägungen der Masse angeht, die sehr viel stärker differieren können, als Le Bon dies ursprünglich annahm. Eine gründliche Aufarbeitung der Leistungen, Erkenntnisse und Irrtümer Le Bons aus psychosoziologischer Perspektive nahm 2005 Michael Günther in seinem Werk Masse und Charisma vor. Günther unterschied aus psychosoziologischer Sicht zwischen „gemeinschaftlicher Masse“ und „individualistischer Menge“ als zwei ineinander „übergehenden“ Gestaltungen einer Vielheit, die aber einen „völlig unterschiedlichen“ psychosozialen Charakter aufwiesen: Die „Masse“ (z. B. die solidarische Fanmasse, die Demonstrantenmasse), geleitet vom gemeinschaftlichen Wollen („Wesenwille“), bilde ihrem „eigenen“ Empfinden und Denken nach eine zusammenhängende „Ganzheit“, der der Einzelne, in ihr geborgene, „zugehöre“. Die „Menge“, geleitet vom modernen individualistischen Wollen („Kürwille“), bestehe aus einer Vielheit unzusammenhängender, sich als fremd und antagonistisch empfindender Individuen ohne Gemeinschaftsbewusstsein und -empfinden (z. B. die atomisierte Marktmenge oder Konsumentenmenge). Günther verband in seinem Werk die teils veraltete Massenpsychologie mit Max Webers Herrschaftssoziologie und Ferdinand Tönnies’ Theorie von „Gemeinschaft und Gesellschaft“. Im Ergebnis konnte er Gustave Le Bons rätselhafte Beobachtung vom nahezu sprunghaften „Umschlagen“ der Massenemotionen und Massenideen „vom Individualismus zum Kollektivismus“ (und vice versa) soziologisch und psychosoziologisch erklären.
Der Journalist Dan Hancox charakterisiert den Autor Le Bon als »exzentrischen, kriegstraumatisierten Eugeniker und Protofaschisten, der sich vor den wachsenden Forderungen der französischen Massen nach Demokratie und Sozialismus fürchtete« und kritisiert das Werk selbst scharf, er nennt es »wissenschaftlich gesehen nachweislich Unsinn«, es sei »von Angst und Abscheu getragen, nicht von Forschung«, und es sei kein Zufall, dass sowohl Mussolini als auch Goebbels und Hitler das Buch schätzten. Der Historiker Alfred Stein behaupte, Hitler hätte Auszüge aus dem Werk als Plagiat in »Mein Kampf« verwendet. Hancox schreibt:
»Jede sich selbst versammelnde Gruppe von Menschen als homogen und gefährlich darzustellen, ist so alt wie die hierarchische Macht selbst. Denn was ist ein Mob? Daran gibt es nichts kategorisch Unterscheidbares oder analytisch Präzises: Ein Mob ist einfach eine Menschenmenge, die man nicht mag.«